# Transon
Le Transon ou Trançon est un ruisseau français et un affluent droit de la Charente. Il arrose les départements de la Charente et de la Vienne, dans la région Nouvelle-Aquitaine.

## Géographie
D'une longueur de 22,4 kilomètres, le Transon prend sa source près du hameau des Repaires à 199 m d'altitude, au-dessus de l'étang du Plomb, au lieu-dit la Finétie, commune d'Alloue, dans le département de la Charente.
Il coule vers le nord-ouest et se jette dans la Charente à Chatain, à 127 m d'altitude, juste après être passé dans le département de la Vienne, près du lieu-dit les Chopinettes.

### Communes et cantons traversés
Dans les deux départements de la Charente et de la Vienne, le Transon traverse les quatre communessuivantes, dans trois cantons, de l'amont vers aval, d'Alloue (source), Épenède, Pleuville, et Chatain (confluence).
Soit en termes de cantons, le Transon prend source dans le canton de Champagne-Mouton, traverse le canton de Confolens-Nord et conflue sur le canton de Charroux, le tout dans les arrondissements de Confolens et de Montmorillon.

## Affluents
Le Transon a deux affluents référencés :
- le ruisseau de la grande Homarie (rd) 1,5 km sur les deux communes de Épenède et Pleuville.
- le ruisseau de Saunier (rd) 3,5 km sur les deux communes de Épenède et Pleuville.

Par contre, Géoportail signale aussi en rive gauche, le ruisseau des Vergnades, à la limite des communes de Pleuville et Alloue.
Son rang de Strahler est donc de deux.

## Aménagements et écologie

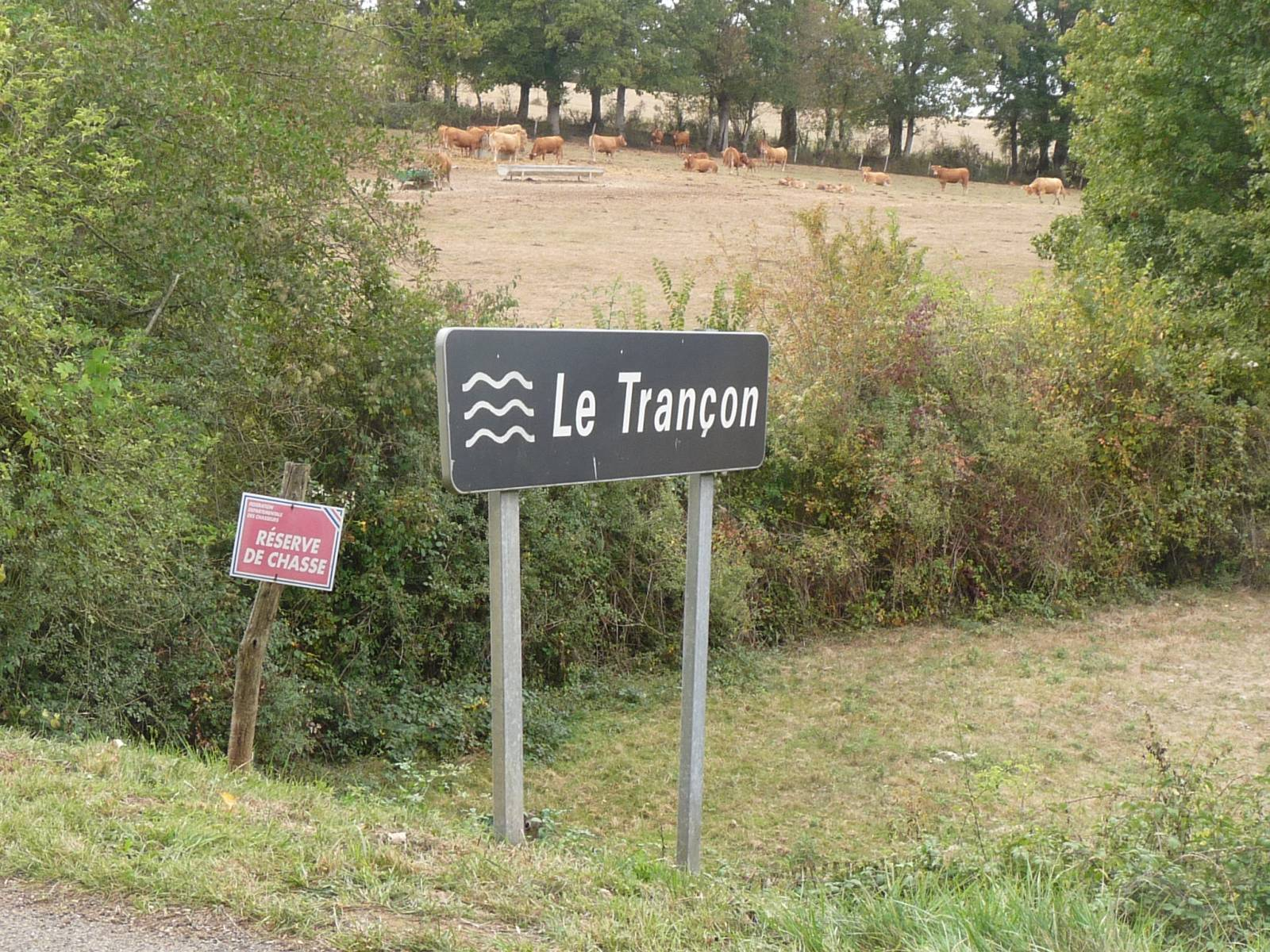
le Trançon entre Pleuville et Benest en Charente.

Une « station qualité rivière »:05024180 est implantée à Chatain

## Hydronymie
Les formes anciennes sont la ribera de Troisson en 1196, le fleuve de Troisson en 1453, rivière du Trançon en 1788.